# Lukas Eichhammer
Lukas Eichhammer (* 17. April 1990 in München) ist ein deutscher Schauspieler.  Unter dem Pseudonym LUX tritt er auch als Rapper in Erscheinung.

## Leben
Lukas Eichhammer wuchs in München-Schwabing auf, wo er seine ersten Bühnenerfahrungen am Residenztheater machte. Später spielte er Rollen in einem Kinofilm und diversen Fernsehfilmen. Seine bekannteste Rolle ist die des Klößchen in dem Kinderfilm TKKG – Das Geheimnis um die rätselhafte Mind-Machine.
2010 gründete er zusammen mit Cap Kendricks, Times, Phil Harmony und Dj Mic-E seine erste Crew: Fellatricks Connection. Über die Musik lernte er 2012 Edgar Wasser kennen, den er 2015 auf der „Alles leuchtet“-Deutschlandtour begleitete. Im selben Jahr veröffentlichte er sein Debütalbum LUKAS, mit dem er erste Erfolge hatte.
2016 arbeitete er zusammen mit Cap Kendricks und Tom Doolie an der gemeinsamen LP 24/7 Powernap, die sie am 20. Januar 2017 im Milla Club präsentierten. Das Album erschien über das Label estro.cllctv. Darauf folgte die erste eigene Tour in Deutschland, Österreich und der Schweiz. Außerdem spielten sie im November 2017 zwei Auftritte in Brooklyn, New York. Im selben Jahr wurde er vom Bayerischen Rundfunk zur Band der Woche gewählt.

## Diskografie
Alben
- 2015: LUKAS[7]
- 2017: 24/7 Powernap[8] (estro cllctv)
- 2018: Ikigai[9]

EPs
- 2012: Momentaufnahme EP
- 2013: Alles Plan EP
- 2015: LUKAS EP

Singles
- 2009: Luxuslife
- 2011: So Hard
- 2012: Krass! mit Edgar Wasser[10]
- 2012: Rucksackterrorist
- 2013: Roadmovie
- 2013: Rapresentinger / Zu viel
- 2014: Rauchschwaden
- 2014: Boartad mit BBou
- 2014: Stillstand
- 2014: RosaPoloHemd mit Jizz Fizz[11]
- 2014: Piratensender mit Edgar Wasser
- 2015: L.U.K.A.S.
- 2015: Das erste Mal
- 2016: Wenn ich breit bin mit Lazy Lu und Johnny Rakete
- 2016: Lorbeerkranz
- 2016: Was auch immer
- 2017: Powernap
- 2017: Tindermatch
- 2017: Sonntags mit Mikzn
- 2017: Raubtier mit Boshi San
- 2017: Luchse
- 2017: Minga Underground mit Jizz Fizz[12][13]
- 2018: Ich schulde euch[14]

## Filmografie
- 2004: Helen, Ted und Fred[15] von Sherry Hormann
- 2006: TKKG – Das Geheimnis um die rätselhafte Mind-Machine von Tomy Wigand
- 2014: Aktenzeichen XY … ungelöst
- 2015: private lesson
- 2017: Mann in der Box

## Theatrografie
- 2001–2005: Das Mädchen aus der Feenwelt oder Der Bauer als Millionär (unter der Regie von Franz Xaver Kroetz)
- 2004–2006: Die eine und die andere (unter der Regie von Dieter Dorn)
- 2005: Titus Andronicus
- 2007–2008: Stoning Mary[16] (unter der Regie von Hans-Ulrich Becker)